# Bolesław Jurkowski
Bolesław Jurkowski (ur. 30 marca 1937, zm. 13 września 2015 w Sosnowcu) – polski działacz samorządowy i ekonomista, w latach 1982–1988 prezydent Sosnowca.

## Życiorys
Syn Piotra i Zofii. Ukończył studia wyższe, uzyskał stopień doktora nauk ekonomicznych. Zajmował stanowisko zastępcy dyrektora Zjednoczenia Przemysłu Szklarskiego i Cementowego w Sosnowcu, następnie Zjednoczenia Przemysłu Cementowego, Wapienniczego i Gipsowego „Silma” oraz Zjednoczonej Huty Szkła Gospodarczego i Technicznego „Vitropol”. Od 1 marca 1982 do 31 grudnia 1988 pełnił funkcję prezydenta Sosnowca.
Został pochowany na Cmentarzu Komunalnym w Będzinie.
W 2002 r. został uhonorowany odznaką „Zasłużony dla Miasta Sosnowca”.